# 포르투갈 육군군사참모대학교

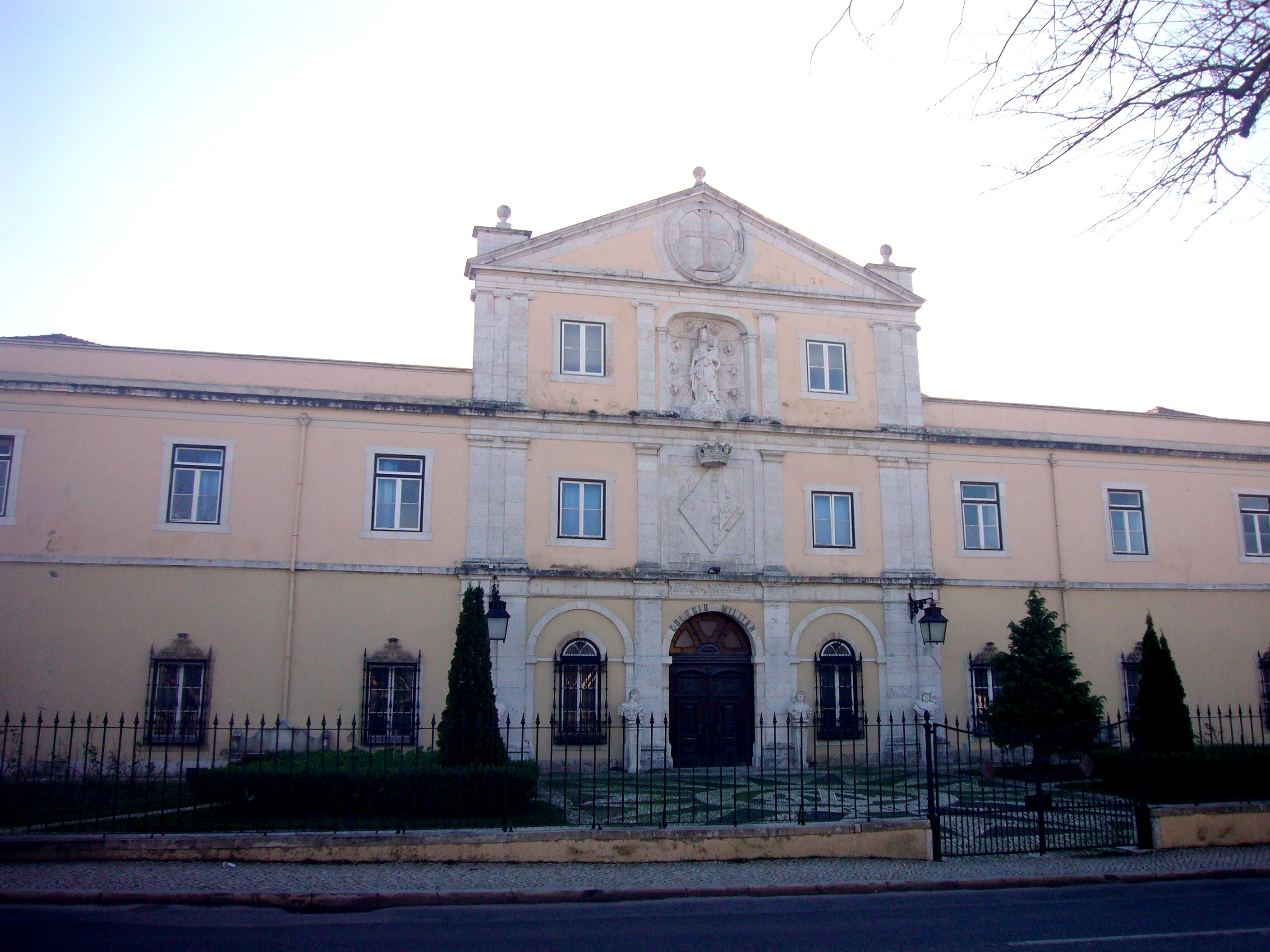

포르투갈 육군군사참모대학교(Colégio Militar)는 1803년 포르투갈 수도 리스본에서 첫 개교되어 현재에 이르고 있는 유럽 주요 국가의 오랜 전통과 유서가 깊은 육군참모학교 중 하나이다.